# Раагешварі Ломба
Раагешварі Ломба (англ. Raageshwari Loomba) — індійська поп-співачка, акторка, модель і телеведуча (віджейка) на каналі MTV.

## Життєпис
Раагешварі Ломба народилася в Мумбаї (Індія) 25 липня 1977 року в родині музиканта Трілока Сінгха Ломби. У неї є старший брат, кінорежисер Рішабх Ломба. На санскриті слово Raageshwari означає «королева царів» або «божественна мати».
У 1993 році молода акторка знялася в своєму першому фільмі — в боллівудській комедії «Aankhen» (Очі), а через рік — у фільмі «Main Khiladi Tu Anari», індійської версії популярного голлівудського фільму 1991 року " Напролом ".
Після виходу в прокат цих фільмів Раагешварі Ломбу запросили на телебачення як віджейку популярного серед підлітків шоу BPL Oye.
Пізніше Раагешварі Ломба зайнялася музикою. Вона записала пісню «Ta Ta Ra Ri Ra Ra» і продемонструвала її музичним компаніям. Однак компанії відмовилися від її запису і подальшої ротації на радіо. Тоді вона поїхала на Мальдіви, де її брат Рішабх Ломба зняв відеокліп на пісню. Цей відеокліп став початком музичної кар'єри Раагешварі Ломби — перший же записаний альбом став платиновим вже через місяць після його випуску в 1997 році. Відразу ж після виходу цього альбому Раагешварі підписала контракт з компанією Coca-Cola, що дозволило їй дати серію концертів по всій Індії.
У 1998 році Раагешварі Ломба у співпраці зі своїм батьком і братом випустила другий альбом — «Pyar Ke Rang». У відеокліпі до цього альбому Раагешварі постала в образі молодої дівчини, розлученої з коханим. Цей образ став популярним і Раагешварі вирушила в тур країнами світу: крім Індії, вона виступила в США, Канаді, країнах Європи, на Близькому Сході, в Індонезії та Гонконзі.
В даний час Раагешварі Ломба продовжує кар'єру: записує нові пісні, дає живі концерти, знімається у фільмах. Крім того, працює ведучою ряду телепрограм на MTV («Baar Baar Dekho» і «MTV Ek Do Teen»), BBC («Show on Indian Mythologies on BBC Quest») і SAB TV («Sab Gol Maal Hai»).

## Благодійність
Раагешварі Ломба відома благодійністю: крім безкоштовних концертів, вона представляє кілька благодійних організацій — «Terry Fox Run», «India Deaf Expo», «PALS» (Plants & Animal Lover's Society).

## Дискографія
- Duniya (березень 1997)
- Pyaar Ka Rang (липень 1998)
- Sach Ka Saath (січень 1998)
- Y2K — saal do hazaar (грудень 1999)
- Sagari Rayn (грудень 2006)
- Ginans — Lifting the Veil (готується до випуску)

## Фільмографія
- 1993 — Aankhen — Прія Мохан
- 1994 — Zid — Соня Моді
- 1994 — Main Khiladi Tu Anari — Shivangi
- 1997 — Dil Kitna Nadan Hai
- 2002 — Tum Jiyo Hazaron Saal — Сунандо Коглі
- 2003 — Mumbai Se Aaya Mera Dost — телерепортерка Прія Нараян